# 2020年马里抗议活动
马里抗议活动开始于2020年6月5日，结束于同年8月19日。示威者聚集在马里首都巴马科街头，要求马里总统易卜拉欣·布巴卡尔·凯塔辞职。

## 时间轴
- 6月19日：成千上万的抗议者聚集在首都巴马科，要求总统易卜拉欣·布巴卡尔·凯塔辞职。[6][7]
- 6月20日：2020年马里议会选举合法性存在争议， 西非国家经济共同体呼吁举行新的选举。[6]
- 7月5日：总统会见6月5日抗议活动领导者Imam Mahmoud Dicko。[8]
- 7月11日至12日：巴马科抗议者与安全部队发生冲突，安全部队向抗议者实弹射击，11人死亡，124人受伤。[9]
- 7月23日：西非国家经济共同体调解马里政治危机失败，加纳总统纳纳阿库福·阿多、科特迪瓦总统阿拉萨内·瓦塔拉、尼日尔总统穆罕默杜·伊素福、尼日利亚总统穆罕默杜·布哈里和塞内加尔总统麦基·萨勒抵达巴马科，会见了马里总统和反对派领导人。[10]
- 8月18日：马里政变发生，总统和总理被叛军逮捕。[11]
- 8月19日：总统宣布辞职并解散议会。[12]